# بين بارتون
بين بارتون (بالإنجليزية: Benjamin Barton)‏ هو سياسي أمريكي، ولد في 8 يونيو 1823 في كارولاينا الجنوبية في الولايات المتحدة، وتوفي في 1899. انتخب عضو جمعية ولاية كاليفورنيا.